# Buster Bailey
Pour les articles homonymes, voir Bailey.
Buster Bailey (William C. “Buster” Bailey) est un clarinettiste et saxophoniste américain né à Memphis (Tennessee, États-Unis) le 19 juillet 1902, mort à Brooklyn le 12 avril 1967.

## Biographie
Dès l'âge de treize ans, Buster Bailey étudie la clarinette classique avec un musicien de l'Orchestre symphonique de Chicago, Franz Schoepp, qui a également enseigné à Benny Goodman et Jimmy Noone. Dès 1917, il est engagé par William Christopher Handy alors qu'il n'a que quinze ans.
Après deux ans de tournée avec Handy, Bailey quitte l'orchestre alors qu'il se trouve à Chicago. De 1919 à 1923, il reste à Chicago et joue dans l'orchestre d'Erskine Tate, Vendome Orchestra. En 1923, il rejoint Joe " King " Oliver avec lequel il participe pour la première fois à un enregistrement : King Oliver (1923-24), Fletcher Henderson jusqu'en 1928 et de nouveau en 1934 (tout en enregistrant avec Clarence Williams, Louis Armstrong, Ma Rainey, Bessie Smith, Red Allen (1934 et 1937), Lil Armstrong (de 1936 à 1938), Noble Sissle pour une tournée européenne en 1929, et de 1931 à 1933, le Mills Blue Rhythm Band (1934-35; sans enregistrement), Stuff Smith en 1937. Il joue également avec Louis Armstrong. Il participe aussi avec Johnny Hodges à certaines séances mémorables de Lionel Hampton en 1937. Les contrechants (inspirés de Jimmie Noone) derrière Johnny Hodges sont des modèles du genre.
En tant que membre du King Oliver's Creole Jazz Band, Bailey rencontre et se lie d'amitié avec Louis Armstrong, qui est également membre de l'orchestre à l'époque. En 1924, Armstrong quitte le King Oliver's Jazz Band pour rejoindre l'orchestre de Fletcher Henderson à New York. Dans le mois qui suit, Armstrong invite Buster Bailey à le rejoindre en tant que membre de l'orchestre de Henderson. Bailey accepte et s'installe à New York.
À New York, à la fin des années 1920, Buster Bailey est devenu un partenaire très respecté de Perry Bradford et d'autres musiciens, et il a participé à de nombreux enregistrements en jouant de la clarinette et du saxophone soprano. Bailey participe à plusieurs enregistrements de Clarence Williams. En 1927, il quitte Fletcher Henderson et entreprend une tournée en Europe avec l'orchestre de Noble Sissle. À son retour, Bailey se produit avec plusieurs autres musiciens de jazz, dont Edgar Hayes et le trompettiste Dave Nelson (en). Il rejoint l'orchestre de Sissle en 1931 et continue avec le groupe jusqu'en 1933. En 1934, Bailey retourne brièvement avec Fletcher Henderson, mais à la fin de l'année, il s'installe comme membre du John Kirby Band. Bailey reste membre du groupe de Kirby jusqu'en 1946, mais cela ne l'empêche pas de se produire avec d'autres artistes. En 1934 et 1935, Bailey joue avec le Mills Blue Rhythm Band et, en 1937, il est musicien de session pour Midge Williams (en) and Her Jazz Jesters. Il enregistre également de la musique à cette époque sous le nom de Buster Bailey and His Rhythm Busters.
En 1937, et jusqu'en 1946, commence avec son engagement chez John Kirby, la période la plus originale de sa carrière : le groupe s'est fait une spécialité par une adaptation de classiques européens (Danse d'Anitra de la suite Peer Gynt d'Edvard Grieg, la « Sérénade » de Schubert, des Impromptus, des Nocturnes, et « Lucia di Lammermoor »), traités avec un humour réjouissant ; En 1946, Buster Bailey dirige toutefois par intermittence son propre groupe dans quelques clubs de New York, mais celui-ci ne dure qu'un an. En 1947, il rejoint Wilbur de Paris et joue avec lui jusqu'en 1949. Au début des années 1950, Bailey est avec Big Chief Russell Moore (en), mais pendant la majeure partie de la décennie, Bailey joue avec Henry " Red " Allen. De 1961 à 1963, il joue avec Wild Bill Davison (en). Bailey est avec les  Saints And Sinners de 1963 à 1964, et en 1965, il rejoint Armstrong et devient jusqu'à sa mort membre de Louis Armstrong and His All-Stars.
Il participe à de nombreuses séances d'enregistrement en free-lance à partir des années 1950 (avec Mildred Bailey, Billie Holiday, Blue Lu Barker (en), Eubie Blake, Wilbur De Paris, Red Allen, Big Chief Russell Moore, Tyree Glenn, Wild Bill Davison, les Saints and Sinners et des dizaines d'autres).
Buster Bailey meurt en avril 1967 d'une crise cardiaque. Il vivait alors à Brooklyn, dans l'État de New York.
N'oublions pas ses nombreuses participations aux festivals des années 1950, sa participation à l'orchestre qui accompagne la version théâtrale de « Porgy and Bess » et quelques incursions dans le domaine de la musique européenne au sein d'orchestres symphoniques et dans le domaine de la bande sonore (« Splendor in the grass », La Fièvre dans le sang d'Elia Kazan) ; et son travail, certes ponctuel, avec Leonard Bernstein (en 1956 et 1964).
Entre le moelleux Jimmie Noone et l'âpre Johnny Dodds, Buster Bailey fut un très grand clarinettiste qui s'est créé un style personnel inspiré par les maîtres néo-orléanais sans pour autant s'exprimer totalement dans leur style. Bailey est un maillon de transition important entre le jeu traditionnel de la Nouvelle-Orléans et le style d'un Benny Goodman, qui a repris de nombreux éléments de Bailey. Il est considéré comme l'un des plus importants clarinettistes swing d'un certain âge, dont l'influence s'est prolongée jusqu'à la fin des années 1930. Goodman, tout comme Coleman Hawkins, admirait l'impressionnant brio technique du clarinettiste. Doté d'une extraordinaire technique instrumentale (Tiger Rag en décembre 1938 avec John Kirby publié sous le titre de Man with a horn goes berserk et I know that you know, ou encore son Sunday Parade de 1958 influencé par le bebop ), fruit de ses études classiques, il s'exprime le plus souvent en de longues phrases sinueuses avec une sonorité suave et une maîtrise de l'entière tessiture de l'instrument. Son jeu très mélodieux et habile - reconnaissable entre mille grâce à ses propres figures burlesques - est toujours resté lié au blues. Bud Freeman disait de Bailey : « C'était un clarinettiste impeccable et il faisait certainement partie des plus grands. »
Ses enregistrements  personnels, gravés en disques 78 ou 45 tours se retrouvent dans quelques anthologies.

## Discographie
Parmi ses titres les plus importants figurent :
- Fidgety Feet (1927) et Stealin' Apples (1936) de Fletcher Henderson,
- Young Woman Blues (1929) de Bessie Smith,
- Hocus Pocus (1934) et Stealin Apples (1936) avec Fletcher Henderson,
- Rug Cutter's Swing (1934) de Henry Allen,
- Warming Up et Blues in C Sharp Minor'  (1936) de Teddy Wilson,
- Rhythm Rhythm et I know that you know (1937) de Lionel Hampton,
- I May Be Wrong (1938) de John Kirby
- et, sous son propre nom, Shanghai Shuffle[5] (1934) avec Buster Bailey and His Seven Chocolate Dandies et Man with a horn goes berserk (Tiger rag)[6] avec Buster Bailey & His Rhythm Busters  (Vocalion v4564, 1938)-(M 942)

### Comme leader
- All About Memphis (en) (Felsted, 1958)
- The chronological - Buster Bailey 1925–1940 (Classics, 1996)[7]
- Buster Bailey – Complete Recordings 1934-1940 (Rarities no 17, 1974)[8]

### Comme sideman
- Red Allen, Red Allen, Kid Ory & Jack Teagarden at Newport (Verve, 1957)
- Red Allen, Ride, Red, Ride in Hi-Fi (RCA Victor, 1957)
- Red Allen, Red Allen Plays King Oliver (Verve, 1961)
- Mildred Bailey, Her Greatest Performances 1929–1946 (Columbia, 1962)
- Eubie Blake, The Marches I Played On the Old Ragtime Piano (20th Fox, 1960)
- Wild Bill Davison, Swingin (Dixie Bear, 1962)
- Vic Dickenson & Joe Thomas, Mainstream (Atlantic, 1958)
- Bobby Donaldson, Dixieland New York (World Wide, 1958)
- Bobby Donaldson, Dixieland Jazz Party (Savoy, 1959)
- Leonard Gaskin, At the Jazz Band Ball (Prestige Swingville, 1962)
- Ronnie Gilbert, In Hi-Fi: The Legend of Bessie Smith (RCA Victor,, 1958)
- Jackie Gleason, Jackie Gleason Presents Lazy Lively Love (Capitol, 1960)
- Juanita Hall, The Original Bloody Mary Sings the Blues (Counterpoint, 1958)
- Fletcher Henderson, The Big Reunion (Jazztone, 1958)
- Fletcher Henderson, Swing's the Thing 1931–1934 (Decca, 1961)
- Claude Hopkins, Music of the Early Jazz Dances (20th Fox, 1958)
- Alberta Hunter & Lucille Hegamin & Victoria Spivey, Songs We Taught Your Mother (Prestige Bluesville, 1962)
- Henry Jerome, Strings in Dixieland (Decca, 1962)
- Odetta, Sometimes I Feel Like Cryin (RCA Victor, 1962)
- Jimmy Rushing, Bessie Clara Mamie & Trixie (Columbia, 1961)
- Clarence Williams, 1935 (Almac, 1960)

## Filmographie
Buster Bailey est apparu trois fois au cinéma au cours de sa carrière. La première fois, c'était dans un film intitulé That's the Spirit (en) (1933), dans lequel il jouait son propre rôle en tant que membre d'un groupe. La deuxième fois, c'est en tant que clarinettiste non crédité dans Sepia Cinderella (en) (1947), au sein du John Kirby Sextet. Sa dernière apparition au cinéma fut avec Louis Armstrong dans When the Boys Meet the Girls (en) (1965), toujours en tant que musicien.
Il est également apparu en 1958 dans la série télévisée Jazz Party (en) de la chaîne DuMont et en 1961 dans l'émission télévisée The DuPont Show of the Week (en) dans un épisode intitulé "America's Music - Chicago and All That Jazz".